# عسل‌یاب مالزیایی
عسل‌یاب مالزیایی (نام علمی: Indicator archipelagicus) پرندهای از تیرهٔ عسل‌یابان (Indicatoridae) است که پرندگان دیرین‌گرمسیری نزدیک گنجشک‌سان مرتبط به دارکوب هستند. این گونه بومی جنوب شرق آسیا است.
عسل‌یاب مالزیایی در سراسر جنگل‌های پهن‌برگ جلگه‌ای غرب تایلند، شبه‌جزیره مالزی، بورنئو و جزیره سوماترا وجود دارد.